# 66 Dywizja Piechoty (Imperium Rosyjskie)
66 Dywizja Piechoty (ros. 66-я пех. дивизия) – rezerwowa dywizja piechoty Imperium Rosyjskiego, okresu działań zbrojnych I wojny światowej.
Powstała z 21 Dywizji Piechoty z Władykaukazu (3 Korpus Kaukaski, 4 Armia).

## Struktura organizacyjna
Lipiec 1914:
- dowództwo dywizji
- 261 Achulginski pułk piechoty
- 262 Groźnieński pułk piechoty
- 263 Gunibski pułk piechoty
- 264 Georgijewski pułk piechoty